# Jacob Schebye
Jacob Maegaard Schebye (født 23. august 2000) er en cykelrytter fra Danmark, der kører for BHS-PL Beton Bornholm.
Ved PostNord Danmark Rundt 2023 er han som én af syv ryttere udtaget til at repræsentere det danske landshold.